# Михайло Терлецький
Миха́йло Терле́цький (25 жовтня 1886, Борислав — 13 листопада 1966, Львів) — фармацевт, меценат, громадський діяч, з 1927 по 1944 рік був власником аптеки «Під чорним орлом».

## Життєпис
Родина Терлецьких мала у своїй власності поля у Бориславі і Тустановичах, коли ж там знайшли нафту, ці землі стали дуже дорогими: за кошти від продажу яких Терлецький придбав будинок, у якому містилася аптека «Під чорним орлом».
Шанувальник мистецтва, зібрав велику колекцію творів живопису й графіки українських митців, серед них роботи Олекси Новаківського, Михайла Мороза, Михайла Бойчука, Ярослави Музики, Михайла Осінчука, Святослава Гординського, малюнки Леоніда Перфецького.
Михайло Терлецький мав одну з найкращих у Львові збірку українських екслібрисів. Щосуботи в його домі сходилось товариство — літератори, науковці, митці були сталими гостями, серед них багато відомих, таких як Олександр Олесь, Іван Труш.
Був серед фундаторів «Національного музею у Львові»; у 1930-х роках в його кам'яниці містилися редакції українських тижневиків «Громадський Голос» та «Правда», робив чималі пожертви на громадські та наукові товариства. Завдяки його зусиллям аптека «Під Чорним орлом» стала своєрідним культурним осередком, де зустрічалася українська еліта в умовах польської експансії.
Для хворих лічниці Андрея Шептицького ліки відпускав безкоштовно, при аптеці існував Благодійний Фонд, Терлецький встановлював землякам стипендії, на які вони навчалися у Львівському університеті. Щороку брав до праці двох-трьох студентів-фармацевтів, яких і утримував.
Активіст товариства «Просвіта», «Рідної школи», збирав надбання української культури.
Був великим шанувальником спорту, один із небагатьох львів'ян, що побували на Олімпійських іграх у Берліні.
З початком другої світової війни та приходом радянської армії в Терлецького відібрали половину будинку, примусили покинути аптеку та перейти на працю до іншої. Терлецький зібрався вже було емігрувати, та в останні хвилини лишився — не зміг залишити улюблений Львів.
Після приходу совітів зберегла інтер'єр аптеки помічниця Михайла Терлецького, завідувачка аптеки в 1944—1971 роках провізор Софія Гургула та її чоловік Олександр Павенцький.
Михайло Терлецький помер 1966 року, похований на Личаківському цвинтарі (поле № 5).